# Edward Snowden
Edward Joseph Snowden (en ruso: Эдвард Джозеф Сноуден; Elizabeth City, Carolina del Norte, 21 de junio de 1983) es un consultor tecnológico estadounidense y naturalizado ruso, exempleado de la Agencia Central de Inteligencia (CIA) y de la Agencia de Seguridad Nacional (NSA).
En junio de 2013, a través de los periódicos The Guardian y The Washington Post, Snowden hizo públicos documentos clasificados como alto secreto sobre varios programas de la NSA, entre ellos los programas de vigilancia masiva PRISM y XKeyscore.
Se cree que Snowden huyó a Rusia desde Hong Kong y solicitó asilo político a España, Venezuela, Bolivia, Cuba y Ecuador, entre un total de veintiún países. El Departamento de Justicia de Estados Unidos clasificó la participación de Snowden en el programa de vigilancia PRISM como un «asunto criminal».
El 3 de julio de 2013 el avión presidencial de Evo Morales, que contaba con inmunidad diplomática, fue forzado a aterrizar por cuatro Estados de la Unión Europea, debido a sospechas de que Snowden viajaba a bordo con el presidente de Bolivia. El avión retomó el rumbo luego de que autoridades austriacas notificaran que habían hecho un registro dentro de la aeronave.
El 5 de julio de 2013, el presidente venezolano Nicolás Maduro ofreció asilo humanitario a Snowden, al mismo tiempo, el presidente nicaragüense Daniel Ortega dijo que estaban considerando brindar asilo a Snowden y afirmó que Nicaragua ya había recibido la carta de petición de asilo en su embajada en Moscú.
El 26 de septiembre de 2022, el presidente ruso Vladímir Putin le otorgó por decreto la nacionalidad rusa a Snowden.

## Infancia y carrera
Snowden nació en Elizabeth City, Carolina del Norte. Su padre, un residente de Pensilvania, fue oficial de la Guardia Costera de Estados Unidos; y su madre, residente de Baltimore, es una empleada del Tribunal Federal de Distrito para el Distrito de Maryland. Tiene una hermana mayor que es abogada.
En 1999, se mudó con su familia a Ellicott City, Maryland, donde estudió computación en el Anne Arundel Community College de Maryland con el fin de conseguir los créditos necesarios para obtener el diploma de licenciatura. Posteriormente obtuvo la certificación GED.
El 7 de mayo de 2004, Snowden se alistó en el Ejército de los Estados Unidos con la esperanza de llegar a incorporarse a las Fuerzas Especiales. Se le otorgó una licencia tras romperse ambas piernas en un accidente durante un entrenamiento el 28 de septiembre de ese año. Pasó a trabajar como guardia de seguridad para unas instalaciones secretas de la NSA en la Universidad de Maryland.
Posteriormente empezó a trabajar en la CIA como experto en seguridad informática. En 2007, la CIA lo destinó a Ginebra (Suiza), como agente con protección diplomática. Allí era responsable de administrar la seguridad de la red informática. Tras abandonar la CIA en 2009, pasó a trabajar para una consultora privada dentro de unas instalaciones de la NSA en una base militar estadounidense en Japón.
Cuando abandonó Estados Unidos en mayo de 2013, había estado trabajando para el contratista de defensa Booz Allen Hamilton durante menos de tres meses como administrador de sistemas, dentro de la NSA, en Hawai. Describe una vida «muy cómoda», viviendo con su novia y recibiendo un salario de «unos 200 000 dólares estadounidenses».

### Visión personal
El periódico británico The Guardian describe a Snowden como alguien apasionado por la privacidad; su ordenador portátil está adornado con pegatinas de organizaciones que apoyan la libertad en internet, como la Electronic Frontier Foundation (EFF) y el proyecto Tor.
Según el periódico, Snowden dejó pocos rastros de sí mismo en el entorno virtual; «mínimos detalles sobre su familia» y no dejó nuevas fotografías, o actualizaciones de Facebook o Twitter «si es que tenía una cuenta», y ninguna relación con compañeros de la escuela secundaria.
Según informes, Snowden tiene presuntamente un profundo interés por la cultura popular japonesa, y estudió el idioma japonés. Se asegura en otras fuentes que posee conocimientos básicos de chino mandarín y que le interesan las artes marciales. Otros informes señalan que en una ocasión afirmó que su religión es el budismo. Snowden visitó anteriormente la ciudad de Hong Kong en compañía de su novia durante unas vacaciones.
Acerca de las elecciones presidenciales de 2008, Snowden dijo que «creía en las promesas de Obama», pero que «Obama siguió con las políticas de su predecesor». Los registros de donaciones políticas indican que contribuyó a la campaña de las primarias de Ron Paul. En 2016, escribió un "manifiesto" explicando las razones para convertirse en un denunciante, en él explica que su denuncia fue motivada por razones políticas.

La ley no reemplaza la conciencia.
Edward Snowden, al agradecer la concesión de la Copa del Sentido Común o Cristal de la Razón (en alemán Das Glas der Vernunft), por 10 mil euros, un premio cívico otorgado por Kassel, ciudad alemana.

## Residencia en Rusia
El 7 de agosto de 2014, seis días después de la expiración del año de asilo temporal de Snowden, su abogado ruso anunció que Snowden había recibido un permiso de residencia de tres años. "Será capaz de viajar libremente en el país y al extranjero", dijo Anatoly Kucherena. "Podrá permanecer en el extranjero por no más de tres meses". Kucherena explicó que a Snowden no se le había concedido asilo político permanente, dado que esto requiere un proceso separado. "En el futuro", añadió, "Edward tendrá que decidir si continúa viviendo en Rusia y se convierte en ciudadano ruso o si regresa a los Estados Unidos". En mayo de 2015, el abogado de Snowden, Ben Wizner, dijo que la principal fuente de ingresos de Snowden son honorarios por sus conferencias, que a veces superan los $10 000 por presentación.
El 26 de septiembre de 2022, el presidente ruso Vladímir Putin firmó un decreto mediante el cual le otorgó la ciudadanía rusa a Edward Snowden, luego de que este la solicitara formalmente con anterioridad.

## Filtración de PRISM

Documento secreto filtrado por Edward Snowden a The Guardian, cuya fecha de desclasificación original sería el 12 de abril de 2038. Se trata de una orden del Tribunal de Vigilancia de Inteligencia Extranjera de los Estados Unidos, en el que se exige a Verizon Communications que entregue datos telefónicos a la NSA y al FBI.

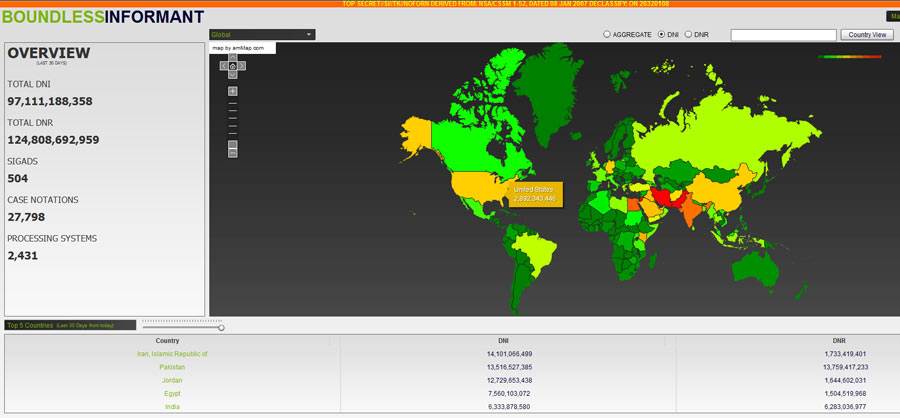
Instantánea del mapa de recopilación global de información de datos. El esquema de color va desde el verde (menor vigilancia), el amarillo y el naranja hasta el rojo (mayor vigilancia).

### Revelaciones sobre PRISM en los medios
En mayo del 2013, se le concedió a Snowden una excedencia temporal de su trabajo como consultor de la NSA en Hawai, con el pretexto de recibir tratamiento para su epilepsia.
El 20 de mayo, voló a Hong Kong y empezó a vivir en una habitación de hotel, desde donde filtró documentos y concedió su entrevista a The Guardian. Según su agente inmobiliario, Snowden y su novia salieron de su casa de Waipahu (Hawai) el 1 de mayo, sin dejar nada.
El Washington Post informó que el motivo de las filtraciones era destapar el Estado de vigilancia existente en Estados Unidos. Para justificar la filtración, Snowden comentó que no puede «en conciencia, permitir al gobierno de Estados Unidos destruir la privacidad, la libertad en internet y las libertades básicas de la gente de todo el mundo con esta gigantesca máquina de vigilancia que están construyendo en secreto».

No quiero vivir en una sociedad que hace este tipo de cosas… No quiero vivir en un mundo donde se registra todo lo que hago y digo. Es algo que no estoy dispuesto a apoyar ni admitir.
Edward Snowden, hablando con The Guardian, en junio de 2013.

Los diarios The Guardian y The Washington Post hicieron pública la identidad de Snowden a petición suya, días después de la filtración. Explicó así su razonamiento para renunciar al anonimato: «No tengo intención de esconder quién soy porque sé que no he hecho nada malo».

No hice nada malo. Soy un convencido de que deben ser los ciudadanos los que decidan sobre el poder que le otorgan al Estado y no un burócrata de turno.
Edward Snowden, en un vídeo grabado en la habitación del hotel de Hong Kong en la que se refugió en un primer momento.

### Búsqueda de asilo político
Snowden ha afirmado tener una «predisposición a buscar asilo en un país que comparta sus valores», y que su opción ideal sería Islandia.
El mismo día en que se reveló la identidad de Snowden, la Iniciativa Islandesa para Medios de Comunicación Modernos, una organización islandesa en defensa de la libertad de expresión, emitió un comunicado en el que le ofrecía asesoramiento legal para obtener el asilo.
Sin embargo, Kristin Arnadottir, la embajadora de Islandia en China, ha recalcado que no se le puede conceder el asilo a Snowden porque las leyes islandesas exigen que dichas solicitudes se hagan desde dentro del propio país.

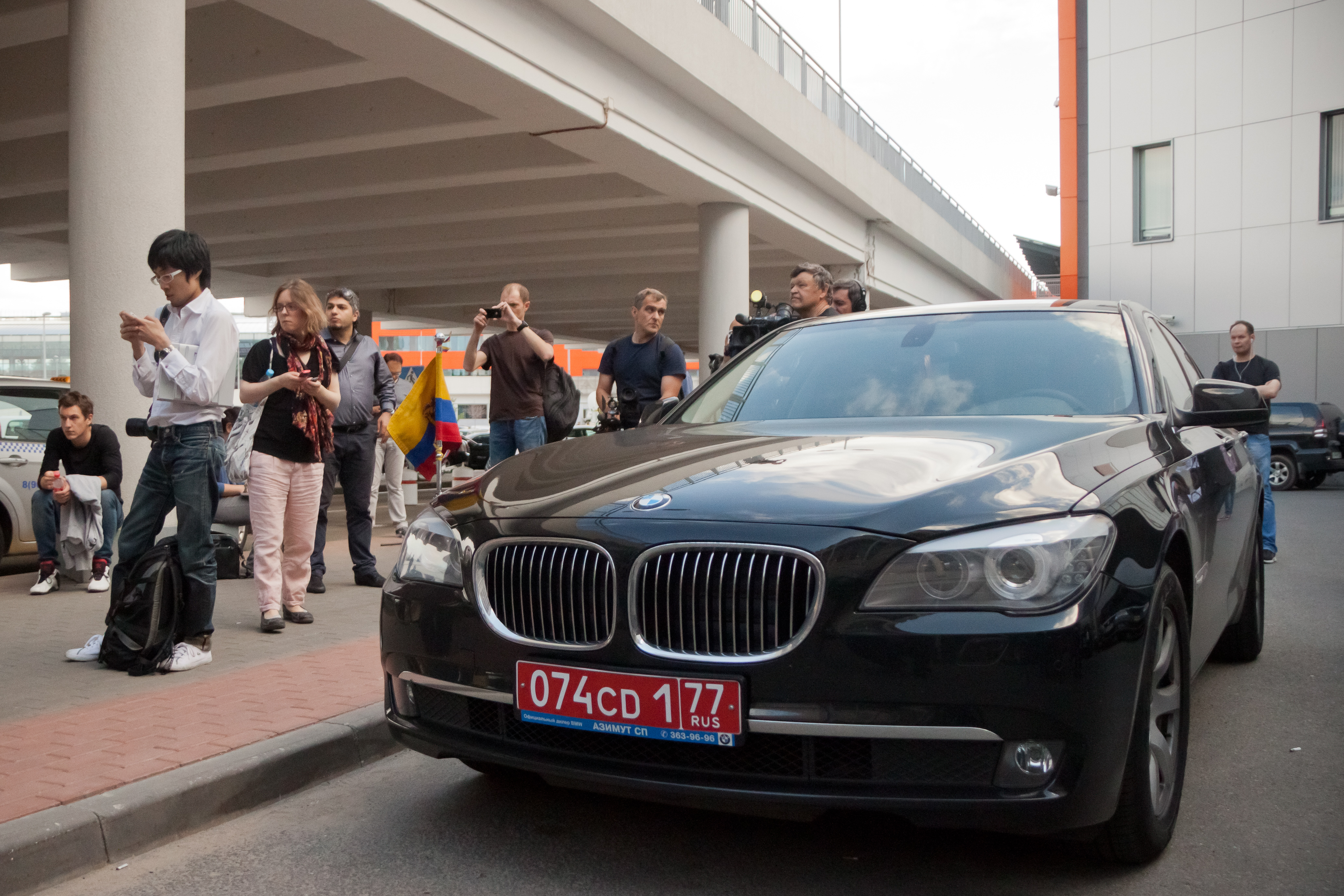
Vehículo oficial de la embajada de Ecuador frente al Aeropuerto Internacional de Sheremétievo, en Moscú (23 de junio de 2013).

El 10 de junio, Holger Iturralde y Daniela Fuentes junto a la CNN informaron que Snowden «se está quedando sin dinero». Ewen MacAskill le aseguró a la CNN que «va a llegar al límite de su tarjeta de crédito muy pronto» por los gastos que implican vivir en un hotel en Hong Kong. El personal del hotel The Mira afirmó que Snowden había registrado su salida ese mismo día. Regina Ip, una figura política de Hong Kong, le aconsejó a Snowden abandonar el territorio o enfrentarse a la extradición a Estados Unidos.
El 23 de junio de 2013, se trasladó de Hong Kong a Moscú en el vuelo nº 213 de la compañía rusa Aeroflot. Al llegar a la capital rusa, pidió asilo a Ecuador, según confirmó el ministro de Exteriores ecuatoriano, Ricardo Patiño, en su Twitter:

El gobierno del Ecuador ha recibido solicitud de asilo de parte de Edward #Snowden.
Ricardo Patiño, ministro de Exteriores ecuatoriano, a través de su cuenta de Twitter.

Poco después del anuncio del canciller ecuatoriano, el Gobierno de Estados Unidos afirmó que había invalidado el pasaporte de Snowden, según informó la agencia Reuters. A su vez, WikiLeaks difundió, a través de un comunicado, que podría ser el exjuez de la Audiencia Nacional española, Baltasar Garzón, el que se encargue de coordinar al equipo de abogados de Edward Snowden.

El equipo de Wikileaks y yo estamos interesados en preservar sus derechos y protegerle como persona. Lo que se le ha hecho al exanalista de la CIA y a Julian Assange -por realizar o facilitar revelaciones de interés público- es un asalto al pueblo.
Aseguró Baltasar Garzón, actual director legal de la organización y abogado de Julian Assange.

El 25 de junio de 2013, Vladímir Putin confirmó que Snowden se encontraba en la zona de tránsito del aeropuerto moscovita de Sheremetyevo. Además, Putin descartó la entrega de Snowden a Estados Unidos ante la inexistencia de un tratado bilateral de extradición entre ambos países.[cita requerida]

Solo podemos entregar a ciudadanos extranjeros a aquellos países con los que tenemos los correspondientes tratados de extradición de criminales. [...] Con Estados Unidos no tenemos tal tratado. El señor Snowden llegó en efecto a Moscú. Fue una absoluta sorpresa para nosotros. Ha llegado como pasajero de tránsito y no necesita ni visado ni ningún otro documento. Como pasajero en tránsito, tiene derecho de comprar un billete y volar donde le dé la gana. No ha cruzado la frontera rusa y por tanto no necesita visado.
Vladimir Putin sobre el paradero de Snowden.

El 26 de junio de 2013, Nicolás Maduro le ofreció asilo político, si se lo pidiera, por razones humanitarias.

Si nos lo pidiera, lo pensaríamos y casi seguro se lo daríamos. Porque el asilo político es un derecho humanitario para proteger a los perseguidos. Es un muchacho que no ha puesto bombas ni ha matado a nadie.
Nicolás Maduro - Presidente de la República Bolivariana de Venezuela.

El 1 de julio de 2013, Vladímir Putin reiteró que «nunca» entregará a los Estados Unidos al extécnico de la Agencia de Seguridad Nacional, pero advirtió que:

Si quiere quedarse aquí, habrá una condición: debe dejar de perjudicar a nuestros socios americanos, por muy extraño que esto pueda sonar. No ha sido, ni es agente [al servicio de Rusia], y tampoco está colaborando con nuestros servicios secretos.
Vladímir Putin, en una rueda de prensa, antes de que se conociera la petición de asilo a Rusia.

Además, según la agencia Reuters, Snowden se habría reunido, en el aeropuerto internacional de Sheremetievo de Moscú, con funcionarios diplomáticos rusos a los que entregó una solicitud de asilo político dirigida a 15 países, después del silencio de Ecuador.

A las 22.30 (20.30 en la España peninsular) del domingo, la ciudadana británica Sarah Harrison se presentó en el departamento consular del aeropuerto y presentó una petición de parte de Snowden para pedir asilo político.
Declaró un funcionario de Exteriores.

Snowden rompió su silencio en una carta de agradecimiento a Ecuador por ayudarle a llegar a Moscú y examinar su petición de asilo:

Me siento libre y en disposición de publicar información que sirva al interés público. [Definió sus filtraciones sobre el espionaje como un intento de] arrojar luz sobre este sistema secreto de injusticias, al que el Gobierno de Estados Unidos ha respondido con una cacería extrajudicial.
Declaró Snowden desde Rusia.

El 2 de julio de 2013, WikiLeaks dio a conocer la lista de países a los que Snowden ha pedido asilo político. Las peticiones han sido presentadas a la República de Austria, al Estado Plurinacional de Bolivia, la República Federativa del Brasil, la República Popular de China, la República de Cuba, la República de Finlandia, Francia, la República Federal de Alemania, la República de la India, la República Italiana, la República de Irlanda, el Reino de los Países Bajos, la República de Nicaragua, el Reino de Noruega, la República de Polonia, la Federación Rusa, el Reino de España, la Confederación Suiza y la República Bolivariana de Venezuela.
Respecto a las respuestas de alguno de los países a los que se solicitó el asilo, el ministro de Asuntos Exteriores español, José Manuel García-Margallo, declaró que el Gobierno no está estudiando la petición de asilo político de Snowden porque esa solicitud «no es jurídicamente admisible» al no estar esa persona en España, ya que la Ley de Asilo sólo concede ese derecho a personas que estén en el país. Por su parte, Noruega y Austria han mantenido la misma postura y sus autoridades han adelantado que rechazarán la solicitud por haber sido presentada fuera del territorio nacional. El gobierno alemán rechazó la petición de asilo por considerar que no se dan las «condiciones necesarias» para concederlo.
El Gobierno venezolano negó que su país haya recibido ninguna petición de momento. Las autoridades chinas también negaron tener información sobre el particular. En el caso de Ecuador, el presidente ecuatoriano, Rafael Correa, afirmó que su país tampoco concederá ningún beneficio a Snowden hasta que alcance el territorio nacional. Además, el presidente ecuatoriano dijo que el documento de viaje otorgado a Snowden, y con el que abandonó Hong Kong con destino a Moscú, fue emitido por el cónsul ecuatoriano en Londres, Fidel Narváez, «sin autorización» de Quito.

El cónsul, en su desesperación, probablemente no pudo encontrar al ministro de Exteriores [que se encontraba en Asia] y emitió un salvoconducto sin validez, sin autorización y sin saberlo nosotros. Fue un error de nuestra parte.
Declaraciones de Rafael Correa al diario The Guardian.

Snowden habría retirado su solicitud a Rusia, después de saber las condiciones del presidente ruso, Vladímir Putin.

Como él se considera un defensor de los derechos humanos, no ha manifestado la intención de cesar sus actividades, por lo que debe elegir otro país. Ningún país puede entregar a Snowden a otro país como Estados Unidos, donde se aplica la pena de muerte.
Declaraciones de Dmitri Peskov, portavoz de la presidencia rusa.

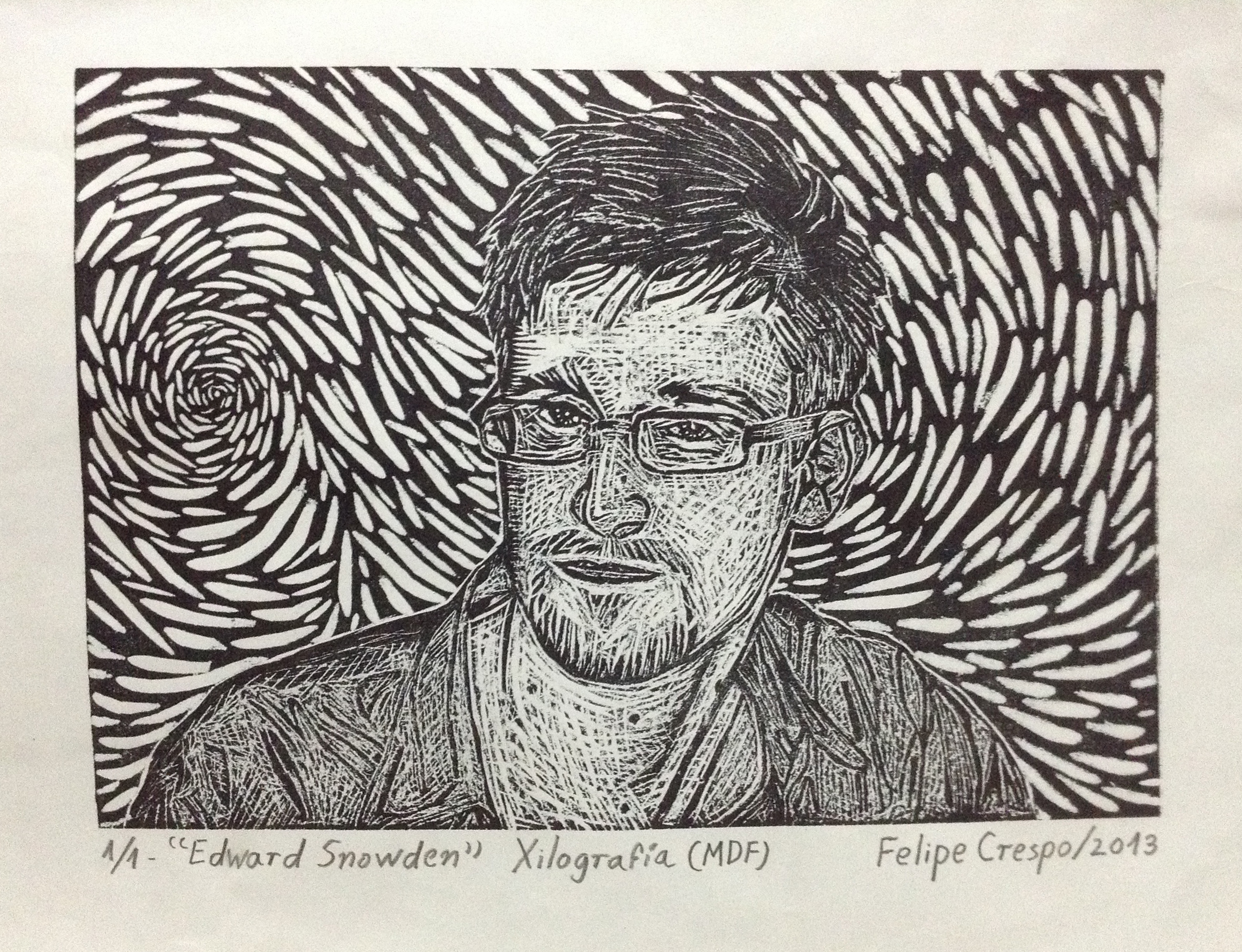
Grabado de Edward Snowden con la técnica de xilografía.

Según la agencia francesa AFP, Francia no concederá el asilo al informático estadounidense y según EP, Italia ha rechazado conceder el asilo al informático porque no se dan las «condiciones jurídicas» para ello.
Por otra parte, desde el Gobierno ruso una fuente sugirió que debería encontrar ya otro país para continuar su huida, revelando la impaciencia creciente que existe para librarse del exempleado de la CIA. «Debe buscar un lugar al que irse», dijo Riabkov. Rusia asegura ahora que no recibió formalmente ninguna petición de asilo por parte de Snowden, pese a que en su momento el portavoz del Kremlin informó de que esta sí existía y que el joven había cancelado su petición poco después de escuchar las condiciones de Putin. El 5 de julio de 2013, el presidente venezolano Nicolás Maduro anunció que le ofrece asilo a Snowden durante un discurso pronunciado al iniciarse el desfile conmemorativo del 5 de julio de 1811.
El 16 de julio de 2013, Snowden pidió asilo temporal en Rusia. Este país afirmó que no entregaría al exagente de la CIA a la justicia estadounidense «entre otras razones, por la ausencia de un acuerdo en materia de extradición y por el riesgo de que sea condenado a muerte». La petición, evaluada por funcionarios rusos, fue aceptada. El asilo temporal en Rusia deja que la persona que lo solicitó se quede en el país por un año, y si es necesario hasta doce meses más.
El 24 de octubre de 2013 hay varios políticos alemanes, entre ellos el presidente de la comisión de control del parlamento alemán, Thomas Oppermann, en relación con el escándalo de que la canciller Angela Merkel fuera espiada por Estados Unidos, que piden que Snowden declare como testigo y que se le otorgue asilo.

### Reacciones
La Agencia de Seguridad Nacional de Estados Unidos ha solicitado al Departamento de Justicia de los Estados Unidos una investigación criminal sobre las acciones de Snowden. James R. Clapper, director de Inteligencia Nacional, ha afirmado que sus «temerarias revelaciones» han producido «considerables impresiones erróneas» en los medios. Antes de conocerse el nombre de Snowden, el presidente del Comité Selecto de Inteligencia de Estados Unidos, Mike Rogers, dijo de los informantes que «por supuesto creo que deben ser enjuiciados».
El empleador de Snowden, Booz Allen Hamilton, emitió un comunicado tildando sus actos de «grave violación del código de conducta y de los valores fundamentales de nuestra empresa». El comunicado pone énfasis en la poca duración de sus relaciones con Snowden, afirmando que había estado trabajando en Hawái menos de tres meses. Fue durante su empleo en Booz que viajó a Hong Kong para revelar al mundo sus descubrimientos.
Peter King, antiguo presidente del Subcomité de Seguridad Nacional de Estados Unidos, pidió que se extraditara a Snowden desde Hong Kong, que tiene un tratado de extradición con Estados Unidos, si bien con excepción de las ofensas políticas.
Amy Davidson escribió en The New Yorker que Snowden «es la razón por la que, durante la última semana, ha existido en nuestro país una discusión sobre la privacidad y los límites de la vigilancia doméstica. Ya era hora de ello; una esperaría que hubiera surgido a partir de un autoexamen por parte de la administración de Obama o por una verdadera supervisión del Congreso». Prosiguió diciendo que «también hemos sabido que James Clapper, director de Inteligencia Nacional, mintió descaradamente al Senado cuando dijo que la NSA no registraba “a sabiendas” ningún tipo de datos sobre millones de estadounidenses. Y nos han recordado lo decepcionante que puede ser el presidente Obama. Eran cosas que el público se merecía saber».
Poco después de que Snowden revelara su identidad, se publicó una petición en la página web de la Casa Blanca pidiendo un «indulto completo, libre y absoluto por cualquier crimen que haya cometido Snowden o pueda haber cometido en relación con la filtración de los programas secretos de vigilancia de la NSA».
Daniel Ellsberg, el informante de los Papeles del Pentágono secretos de 1971, declaró en una entrevista con la CNN que pensaba que Snowden había desempeñado un servicio «incalculable» a su país y que sus filtraciones podrían servir para que Estados Unidos no se convierta en un estado de vigilancia. Dijo que Snowden había actuado con el mismo tipo de coraje y patriotismo que un soldado en combate.
La mañana siguiente, en una paǵina de opinión, Ellsberg añadió que «no ha habido en toda la historia de Estados Unidos una filtración más importante que la publicación del material de la NSA por parte de Snowden; y eso incluye los Papeles del Pentágono, de los que fui responsable hace 40 años».
La revista alemana Der Spiegel examinó los actos de Snowden en un artículo titulado «Die Neuen Weltverbesserer» (que se traduce por ‘los nuevos mejoradores del mundo’).
Julian Assange alabó a Snowden, llamándole un «héroe» que ha destapado «uno de los sucesos más graves de la década: la progresiva formulación de un estado de vigilancia masiva».
Ecuador se retira del acuerdo comercial Ley de Preferencias Arancelarias Andinas y Erradicación de la Droga ATPDEA, declarando que no acepta presiones ni amenazas de Estados Unidos, luego de que senadores, personalidades políticas y medios de comunicación estadounidenses amenazaran con no renovar este si se otorgaba el asilo.

#### Demora del presidente boliviano en Viena
El 3 de julio de 2013, Francia, Portugal, Italia y España negaron el aterrizaje del avión del presidente boliviano Evo Morales, que volaba desde Moscú hacia La Paz, por sospechar que Snowden viajaba a bordo. Morales fue demorado en el aeropuerto de Viena, desencadenando un conflicto diplomático.

Bajo ninguna circunstancia se incluyó a ninguna persona extraña, volvieron la misma tripulación y los mismos pasajeros... Eso no ha sucedido en ningún momento y tampoco hubiéramos permitido que eso suceda. [Lo ocurrido esta noche] es una franca violación a los convenios aeronáuticos.
Afirmó el ministro de Defensa boliviano.

El ministro de Exteriores boliviano, David Choquehuanca, acusó, en una rueda de prensa convocada de urgencia, a los países que negaron el aterrizaje del avión presidencial de cometer «una injusticia», ya que la aeronave tuvo que aterrizar de emergencia en el aeropuerto de Viena para repostar antes de continuar el viaje de vuelta a La Paz.

No podemos nosotros mentir a la comunidad internacional llevando pasajeros fantasma. Por eso queremos expresar nuestra molestia, queremos expresar nuestro malestar porque se ha puesto en riesgo la vida de un presidente. Hemos visto discriminación, quieren amedrentarnos seguramente. Ellos dicen que es (por) cuestiones técnicas, pero luego de algunas comunicaciones con algunas autoridades, nos informamos de que habría algunas sospechas infundadas de que el señor Snowden estaría en esa nave. No sabemos de dónde viene esta información malintencionada, esta soberana mentira. Estamos averiguando. Portugal tiene que explicarnos, Francia tiene que explicarnos por qué han cancelado.
 David Choquehuanca en rueda de prensa convocada de urgencia.

Morales indicó que, durante la madrugada del día 3, el embajador de España en Viena, Alberto Carnero, acudió al aeropuerto y le pidió que le invitara a tomar un café en el avión. El presidente boliviano insistió en que no accedió a esa petición «por una cuestión de dignidad».

No se lo podía permitir. Primero, no soy ningún delincuente. Y segundo, ustedes saben, por normas internacionales, que un avión oficial, el presidente, tiene inmunidad y es inviolable. No soy ningún delincuente. Tengo la obligación de defender la dignidad y la soberanía de mi puesto. No es una ofensa al presidente sino a todo un pueblo, a toda una región como Latinoamérica.
Evo Morales.

Preguntado de nuevo si Snowden se encuentra en el avión presidencial, Morales contestó riendo: "¿Cómo podríamos cometer ese error?"
En un principio también se incluyó a España en este grupo de países, ya que el propio Morales había afirmado que España había concedido inicialmente el permiso para repostar en Canarias, pero que dicho permiso fue posteriormente anulado. Sin embargo, el ministro de Asuntos Exteriores español, José Manuel García-Margallo, aseguró que España «en ningún caso» prohibió al presidente boliviano aterrizar en territorio español. El Gobierno español dio una autorización para que Morales hiciera escala en las Islas Canarias, pero el avión «no aterrizó en el plazo previsto», por lo que posteriormente se solicitó «una ratificación» de dicha autorización. Margallo negó también que se solicitase «registrar el avión» antes de su partida.
Evo Morales, pidió explicaciones a los gobiernos europeos que impidieron el sobrevuelo de su avión, al sospechar que en él podía ir el informante Edward Snowden, y anunció que estudiará acciones legales contra ellos por lo que considera un «secuestro». La primera medida diplomática del Gobierno boliviano será convocar con urgencia a los embajadores de Francia, Italia y la cónsul de Portugal en La Paz para que expliquen las razones por las que ayer denegaron el sobrevuelo y el aterrizaje al avión del presidente.

Vamos a estudiar jurídicamente, constitucionalmente y basándonos en las normas internacionales. No puedo entender que digan, que afirmen y que me detengan porque estaba llevando a un señor, Edward Snowden. Este señor no es una maleta, no es un bicho, no es una mosca a la que yo pueda meter al avión y llevármelo a Bolivia.
Evo Morales.

El embajador de Bolivia ante Naciones Unidas, Sacha Llorenti, calificó lo sucedido como «agresión» y condenó «la actitud racista, colonial y subordinada», mostrando su convencimiento de que la orden para impedir el vuelo del avión presidencial partió de los Estados Unidos. Bolivia pedirá al secretario general, Ban Ki moon, que investigue lo sucedido. El vicepresidente de Bolivia, Álvaro García Linera, anunció que su Gobierno ha presentado una denuncia en Naciones Unidas por lo que califica de «secuestro» del avión en el que viajaba el presidente.

Estamos llevando adelante toda las denuncias a nivel internacional. Ya hemos hecho la denuncia ante Naciones Unidas porque este tipo de casos no se presentan ni en tiempos de guerra.
Álvaro García Linera, vicepresidente de Bolivia.

Por su parte, Estados Unidos dijo que la prohibición de que el avión en el que volaba el presidente de Bolivia sobrevolase sobre el espacio aéreo de Francia y Portugal fue una decisión individual de los países afectados.

Las decisiones [de bloquear el paso de Morales] fueron tomadas por países individuales, y deberían preguntar a ellos por qué toman esas decisiones. En los últimos diez días hemos estado en contacto con un amplio número de países con posibilidad de que Snowden aterrizase o transitase a través [de ellos]. Nuestra posición es clara, este hombre ha sido acusado de filtrar información clasificada y de tres cargos delictivos, por lo que debe regresar a Estados Unidos.
Jen Psaki, portavoz del Departamento de Estado.

El 4 de julio de 2013, el diario francés Le Monde acusó a la DGSE (Dirección General de Seguridad Exterior) francesa de llevar a cabo actividades similares a las realizadas por Estados Unidos y reveladas por Edward Snowden. Según Le Monde, el gobierno francés escucha y archiva todas las comunicaciones telefónicas, de Internet y redes sociales que se realizan en Francia y entre Francia y el extranjero. En Estados Unidos, la NSA está secretamente aprobada por el Congreso. En cambio en Francia la DGSE realiza ese espionaje masivo de manera totalmente ilegal y sin ningún control, «mutualizando» sus informaciones entre todos los servicios de «inteligencia» nacionales.
El 21 de julio de 2013, el Gobierno de Wirtland (un país virtual) concedió la ciudadanía a Edward Snowden, como un signo de apoyo y reconocimiento de sus logros.

## Abandono del aeropuerto de Sheremétievo y asilo temporal en Rusia
El día 1 de agosto de 2013, Edward Snowden abandonó el aeropuerto de Sheremétievo en Moscú y entró formalmente en territorio ruso tras recibir asilo temporal con vigencia de un año por parte del gobierno de Vladímir Putin, anunció su asesor legal en Rusia, el abogado Anatoli Kucherena y podrá desplazarse libremente por todo el país euroasiático durante el periodo de un año. En octubre de 2013 reapareció en Moscú para ser galardonado con el Sam Adams Award por haber defendido la integridad y las buenas prácticas de los servicios de inteligencia.

## Actividad posterior
En junio de 2015, el diario Buenos Aires Herald informó sobre un encuentro concretado el 18 de abril de 2015 entre Snowden y la entonces presidente de Argentina, Cristina Fernández de Kirchner, clasificándolo como el primer encuentro de Snowden con un mandatario desde el comienzo del escándalo. Según informó el abogado de Snowden, la reunión fue extensa, aunque no dio detalles de las conversaciones. Antes de terminar su mandato, Cristina Fernández de Kirchner confirmó su reunión con el excontratista de la NSA.
El 22 de diciembre de 2017 lanzó Haven, una Aplicación móvil de código abierto para dispositivos Android que permite a los usuarios «proteger sus espacios personales y sus posesiones sin comprometer su propia privacidad».
En 2016, el cineasta Oliver Stone rodó la película Snowden.
En verano de 2019 Snowden publica su autobiografía, titulada Vigilancia permanente.
El 26 de septiembre de 2022, el presidente ruso Vladímir Putin le otorgó por decreto la nacionalidad rusa a Snowden.